# Савано Хіроюкі
Савано Хіроюкі (  澤 野 弘 之; 12 вересня 1980, Токіо) — японський композитор, аранжирувальник. Автор саундтреків таких аніме-серіалів як Sengoku Basara, Mobile Suit Gundam Unicorn, Blue Exorcist, Guilty Crown, Shingeki no Kyojin, Kill la Kill, Сім смертних гріхів, Полум'яні вогнеборці, 86 -Eighty Six- (Вісімдесят шість) та інших. Також пише музику до дорам, фільмів. Працює в агентстві Legendoor.

## Біографія
Хіроюкі Савано почав грати на фортепіано в початковій школі слідом за своєю старшою сестрою. Вплинули на нього і слова матері, яка відмітила, що у сина «пальці як у леді, призначені для гри на фортепіано». Першим альбомом, купленим Хіроюкі Савано ще в початковій школі, став «Dragon Quest Original Soundtrack». Тоді він і зацікавився створенням фонової музики.
З 17 років він вивчав композицію, аранжування, оркестровку і фортепіано під керівництвом Нобутікі Цубоі.
Після закінчення музичної школи Хіроюкі Савано розсилав свої записи в звукозаписні компанії, але вони були мало зацікавлені у випуску саундтреків. Хіроюкі Савано почав брати участь в різних музичних конкурсах, щоб його помітили. І незабаром був найнятий однією з компаній. Однак через якийсь час Савано покинув її, щоб продовжити роботу в напрямку створення фонової музики.
Згодом Хіроюкі Савано взяли в агентство «Legendoor», створене у 2006 році. Метою «Legendoor» був набір композиторів для створення саундтреків, і Хіроюкі Савано став першим композитором, прийнятим в це агентство.
Першою серйозною роботою Хіроюкі Савано стали саундтреки до серіалу «Nurse Aoi», написані в співавторстві з Юко Фукусімою в 2006 році. У тому ж році він створив музику для серіалу «Iryu — Dragon medical team», завдяки якій прославився в Японії. Пісня «Aesthetic» у виконанні Айкі Секіями, що звучала в серіалі, потрапила до збірки Best Scene from Drama & Cinema поряд з творами Хісайсі Дзьо, Наокі Сато та інших, випущений EMI Music Japan.
Саундтреки до аніме-серіалів Савано почав писати з 2006 року. У 2009 році Савано випустив перший оригінальний альбом «Musica».
Музику для серіалів іноді пише в співавторстві з іншими композиторами агентства Legendoor — Юкі Хаясі, Такафумі Вада, Асамі Тачібана. Для своїх проектів Хіроюкі Савано часто залучає таких виконавців, як Міка Кобаясі, Aimee Blackschleger, Cyua, mpi, David Whitaker, Юміко Іноуе. Для запису музики до Mobile Suit Gundam Unicorn і Blue Exorcist був залучений симфонічний оркестр.
За словами самого Савано Хіроюкі, великий вплив на нього і його творчість мали Ганс Циммер, Хісайсі Дзьо, Тецуя Комура і Рюіті Сакамото.

## Нагороди
У 2006 році Хіроюкі Савано отримав премію 50-го фестивалю Television Drama Academy Awards в номінації «Найкраще аранжування» за музику до дорами Taiyou no Uta.
У 2013 році — премію журналу Newtype Anime в номінації «Найкращі саундтреки» за музику до аніме-серіалу Shingeki no Kyojin.
У 2014 році Хіроюкі Савано був нагороджений премією «Tokyo Anime Award» за найкращу музику року.

## Дискографія

### Аніме
- Soul Link (2006)
- Yoake Mae Yori Ruri Iro Na -Crescent Love- (2007)
- Zombie Loan (2007)
- Kishin taisen gigantic formula (2007)
- Sengoku Basara (2009)
- Mobile Suit Gundam Unicorn (2010)
- Sengoku Basara Ni (2010)
- Sengoku Basara Last Party (2011)
- Blue Exorcist (2011)
- Guilty Crown (2011)
- Robotics;Notes (2012)
- Blue Exorcist The Movie (2012)
- Shingeki no Kyojin (2013)
- Blue Exorcist Plugless (2013)
- Kill la Kill (2013)
- Aldnoah.Zero (2014)
- Nanatsu no Tanzai: Seven Deadly Sins (2014)

### Дорами
- Nurse Aoi (2006)
- Iryu - Dragon Medical Team (2006)
- Tayiou no Uta (2006)
- Tokyo Tower (2007)
- Kodoku no kake (2007)
- Iryu - Dragon Medical Team 2 (2007)
- Binbo Danshi (2008)
- Hachi-one Diver (2008)
- Maou (2008)
- Prisoner (2008)
- Triangle (2009)
- BOSS (2009)
- My girl (2009)
- Massuguna Otoko (2010)
- W 'Marks no Yama' (2010)
- Marumo no Okite (2011)
- Suitei Yūzai (2012)
- Itsuka Hi no Ataru Basho de (2013)
- Lady Joker (2013)
- Link (2013)

### Фільми
- Catch a wave (2006)
- Jigyaku no Uta (2007)
- Kagehinata ni Saku (2008)
- Box (2010)
- Higanjima (2010)
- Platina data (2013)

### Оригінальний альбом
- Musica (2009)

### Інші роботи
- Sawano Hiroyuki NHK Works (2013)
- Пісня «RE I am» у виконанні Aimer (сингл «RE I am») (2013)
- Пісня «NEO FANTASIA» у виконанні Мінорі Тіхар (альбом «NEO FANTASIA») (2013)
- Пісня "StarRingChild" у виконанні Aimer (сингл "StarRingChild") (2014)
- Альбом Aimer "UnChild" (2014)
- Xenoblade Chronicles X (2015)

### Аранжування
Савано Хіроюкі створював аранжування для наступних виконавців:
- Чен Мін
- Lena Park
- Кеньїті   Судзумура
- Кудо Сінтаро
- Liu yifei
- Комацу Юїті
- Rip Slyme
- Skoop On Somebody
- Акікава Масафумі
- Indigo blue
- Peaky SALT
- Окамото Томотака